# Collateral (2004.)
Collateral je kriminalistički triler Michaela Manna iz 2004. s Tomom Cruiseom i Jamiejem Foxxom u glavnim ulogama.
Film je poznat po ulozi Toma Cruisea kao nemilosrdnog plaćenog ubojice. Jamie Foxx je za svoju izvedbu nagrađen nominacijom za Oscara u kategoriji najboljeg sporednog glumca.
Radnja je smještena u Los Angeles, iako se u originalnom scenariju radi o New Yorku.

## Radnja
Nihilistički plaćeni ubojica Vincent (Tom Cruise) koristi taksi kako bi obavio seriju od 5 ubojstava koje je dogovorio u jednoj noći u Los Angelesu. Nesretni taksist je Max Durocher (Jamie Foxx), koji brzo shvaća čime se bavi njegov putnik nakon što prva žrtva pada na njegov taksi. Max pokušava pobjeći, ali suočen s nemogućom situacijom, odlučuje voziti Vincenta po gradu.
Konačno, Max shvaća kako su ljudi koji su ubijeni svjedoci optužbe na suđenju protiv mafijaškog šefa. Max mora spasiti sebe i zadnju žrtvu dok detektiv (Mark Ruffalo) prati Vincentov trag. Međutim, policija vjeruje  kako je zapravo Max ubojica.

## Pojavljivanja poznatih
Na početku filma, nakon što je napustio zračnu luku, Vincent dobiva aktovku s dokumentima od Engleza, kojeg glumi Jason Statham.
U sceni u kojoj Max ulazi u noćni klub "El Rodeo" kako bi se sastao s Felixom, jazz gitaristom, Luis Villegas se pojavljuje u pozadini kao član benda koji svira u klubu. Samog Felixa glumi španjolski glumac Javier Bardem u cameo ulozi.
Glumica Debi Mazar, koja je nastupila u bivšem Mannovom filmu, Probuđena savjest, pojavljuje se s Bodhijem Elfmanom u ulozi žene u taksiju koja se svađa s mužem.

## Nagrade i nominacije
- Nominacije: Nagrada Saturn - najbolji akcijsko pustolovni triler film; najbolja režija; najbolji scenarij 2004.

## Vanjske poveznice
- Službena stranica  Arhivirana inačica izvorne stranice od 5. listopada 2007. (Wayback Machine)
- Collateral u internetskoj bazi filmova IMDb-a
- Collateral na Rotten Tomatoes
- Sight and Sound intervju s Mannom
- Scenarij Collaterala (.pdf)